# Nationale feestdag van Roemenië

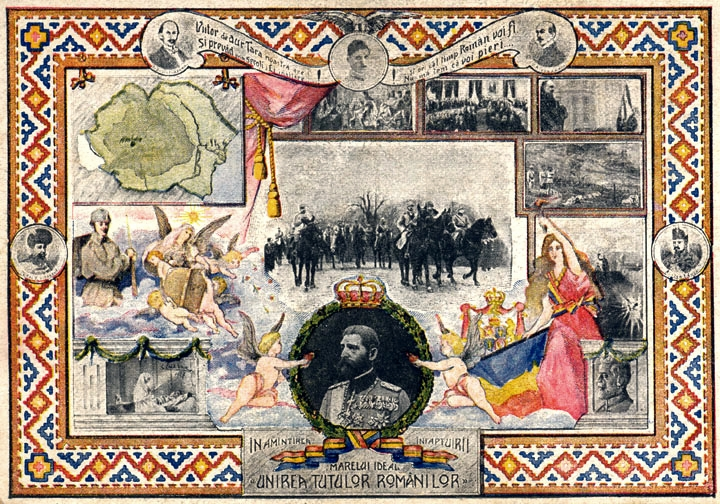
Romania

De Nationale feestdag van Roemenië of de Dag van de Vereniging (Ziua Unirii) valt ieder jaar op 1 december. 
Sinds de Roemeense Revolutie in 1989 valt Roemeniës nationale feestdag op 1 december. Op 1 december 1918 vond de vereniging tussen het Roemeense Koninkrijk en Transsylvanië plaats.

## Geschiedenis van de Roemeense nationale feestdag
De eerste nationale feestdag viel op 10 mei, en had een dubbele betekenis; het was de dag wanneer het land een monarchie werd (1866), en de dag waarop de declaratie van de onafhankelijkheid getekend werd (1877).
In de Roemeense Volksrepubliek werd de nationale feestdag verplaatst naar 23 augustus want op 23 augustus 1944 viel het fascistische regime van Ion Antonescu (en konden de communisten het overnemen). 